# Irnik
Irnik lub Irnak (tur. Irnäk) - legendarny władca Protobułgarów z rodu Dulo, syn Awitochola.
Według Imiennika chanów protobułgarskich panował 150 lat, który to okres według obliczeń chronologicznych przypada na lata 437-582 lub 453-603. W historiografii, na podstawie tej drugiej wersji chronologicznej, istnieje hipoteza identyczności Irnika ze znanym z przekazów Jordanesa i Priskosa najmłodszym synem Attyli - Ernakiem (inaczej Ernas, Ernach, Hernach lub Hernak), w którym, jak głosili huńscy wróżbici na uczcie Attyli (na której był Priskos), miał przetrwać ród Attyli kiedy jego państwo upadnie.
Według Moravcsika Irnik stał na czele federacji plemion Saragurów, Ogurów i Onogurów, których państwo rozciągało się od Kubania po Dunaj. Najprawdopodobniej jednak 150-letni okres panowania Irnika jest okresem istnienia dwóch państw Kutrigurów i Utigurów powstałych po upadku imperium Attyli. 